# Atarba (Atarba) tuberculifera
Atarba (Atarba) tuberculifera is een tweevleugelige uit de familie steltmuggen (Limoniidae). De soort komt voor in het Neotropisch gebied.